# 艾克朗大學
艾克朗大學（英文：University of Akron），是一所位於美國俄亥俄州亞克朗 (俄亥俄州)的公立研究型大學，是俄亥俄大學系統的一部分。該校提供200種學士主修和超過100種的碩士主修，有將近一萬五千名學生註冊，為俄亥俄州第四大的學校。
該校被認為在高分子聚合物的研究處於世界領先地位，作為科學、技術、工程和數學為重點的學院(STEM-focused institution)，該校著重聚合物，先進材料和工程方面的研習。在最近十年中一直在設法提高對於在技術轉讓和商業化的生產力的研究。根據ODHE的報告，從2014年到2023年艾克朗大學的入學率下降了百分之46.5。

## 歷史
該校設立於西元1870年，當時是與Universalist教會有密切關係的小型學院。1913年，學院搬到艾克朗市。1967年，該校升格為州立學院。

## 學術
艾克朗大學提供學士學位和碩士學位。主校區有一間名為皮爾斯(Bierce Library)的圖書館，是為了紀念一位曾參與南北戰爭的將軍盧修斯皮爾斯（Lucius Bierce）而命名的。
艾克朗大學由下列學院、學校所組成：
- 艾克朗大學文理科學院
- 艾克朗大學商學院
- 艾克朗大學法學校[5]

根據2025年美國新聞與世界報導，艾克朗大學在美國全國性大學排名第377名。

## 外部連結
- 艾克朗大學官方網站 （页面存档备份，存于）

## 相關
- 俄亥俄州學院和大學列表
- 美國大學列表

## 資料來源
1. ↑  National Sun Yat-sen University
2. ↑  .   [2009-11-30]. （原始内容存档于2021-04-18）.
3. ↑  天然产物化学全国重点实验室 美国Akron大学Toshikazu Miyoshi教授学术报告
4. ↑  What challenges are Ohio colleges and universities encountering?
5. ↑  Kent State Partners With University of Akron Law School to Offer New 3+3 Program
6. ↑  U.S.News The University of Akron Rankings